# Glyptothorax platypogon
Glyptothorax platypogon är en fiskart som först beskrevs av Valenciennes, 1840.  Glyptothorax platypogon ingår i släktet Glyptothorax och familjen Sisoridae. Inga underarter finns listade i Catalogue of Life.